# Galeus eastmani
Galeus eastmani és una espècie de peix de la família dels esciliorrínids i de l'ordre dels carcariniformes.

## Morfologia
- Els mascles poden assolir 40 cm de longitud total.[1][2]

## Hàbitat
És un peix marí i d'aigües profundes.

## Distribució geogràfica
Es troba al Japó, el mar de la Xina Oriental i les Filipines.